# East Coast Live
East Coast Live je koncertní album britské skupiny ProjeKct Six, jednoho z vedlejších projektů kapely King Crimson. Vydáno bylo pouze v digitální podobě v listopadu 2006, je k dispozici ke stažení na stránkách DGMLive.com. Deska byla nahrána na třech amerických vystoupeních ve dnech 5. (Boston), 6. (New York) a 7. (Glenside) října 2006, kdy ProjeKct Six dělal předkapelu skupině Porcupine Tree. Skladby č. 1–6 byly nahrány v Bostonu, č. 7–11 v New Yorku a č. 12–14 v Glenside.

## Seznam skladeb
Všechny skladby napsal(i) Robert Fripp a Adrian Belew. 
| Pořadí         | Název                                     | Délka |
| -------------- | ----------------------------------------- | ----- |
| 1.             | Threshold Knock Knock Who's There Boston  | 0:28  |
| 2.             | Time Groove Boston                        | 6:23  |
| 3.             | Queer Jazz Boston                         | 7:55  |
| 4.             | Threshold P6 Boston                       | 1:35  |
| 5.             | Berklee Strut Boston                      | 2:28  |
| 6.             | End Time Boston                           | 4:46  |
| 7.             | Threshold Knock Knock Who's There NYC     | 1:05  |
| 8.             | Time Groove NYC                           | 7:55  |
| 9.             | Mission Possible NYC                      | 3:30  |
| 10.            | Space Threshold NYC                       | 0:56  |
| 11.            | Queer Jazz NYC                            | 7:49  |
| 12.            | Threshold Knock Knock Who's There Keswick | 1:25  |
| 13.            | Persian E Keswick                         | 6:57  |
| 14.            | Time Groove Keswick                       | 7:47  |
| Celková délka: | Celková délka:                            | 60:59 |

## Obsazení
- Robert Fripp – kytara
- Adrian Belew – elektronické bicí